# GM24
GM24 è stato un canale televisivo digitale con copertura nazionale, con una programmazione dedicata al lifestyle, informazione e shopping.

## Storia

### Antefatti
Il canale nasce il 1º dicembre 2000 con il nome di HOT Italia, inizialmente trasmettendo 4 ore di diretta sulle frequenze di Retemia, storica rete ceduta dai soci Salvatore Cingari, Raimondo Lagostena e Intermercato.
Il 14 maggio 2001 HOT cambia nome in Home Shopping Europe, iniziando a trasmettere in diretta 24 ore su 24.
Il canale era dotato di un sito internet all'avanguardia, uno dei primi siti in modalità WEB 2.0, con caratteristiche innovative come il carrello drag and drop, l'acquisto in modalità "atomica" e la possibilità di vedere in streaming on demand i programmi televisivi.
Il 12 maggio 2004 l'emittente venne denominata Canale D. Il 18 marzo 2005 Mediaset annuncia l'acquisto del canale, le cui trasmissioni terminarono il 23 luglio successivo, riutilizzandone le frequenze per il digitale terrestre e fondando sul suo modello Mediashopping.

### La gestione Home Shopping Europe
Il 9 dicembre 2010 viene annunciato il ritorno di Home Shopping Europe in Italia con la denominazione di HSE24. L'annuncio viene fatto da Nicola Gasperini, amministratore Delegato della Società, già CFO di Home Shopping Europe nella prima esperienza televisiva italiana.
HSE24 è l'estensione delle attività televisive già in essere in Germania, con stesso identificativo di canale ed altri due canali, sempre di home shopping, facenti parte del gruppo Home Shopping Europe GmbH, di cui Ceo è Richard Reitzner, già in Home Shopping Europe in Italia.
Il canale è ufficialmente partito il 1º febbraio 2011 all'interno del mux TIMB 2 all digital e poi dal 14 febbraio 2011 è stato spostato sul mux TIMB 1 all digital al canale LCN 37. È altresì disponibile anche via satellite da agosto 2011 attraverso la flotta Hot Bird ed in seguito inserita in LCN Tivùsat; da maggio 2012 è presente anche sulla piattaforma satellitare Sky, al numero 870. Dal 21 ottobre 2011 il canale viene inserito anche sul mux "TIMB 2 NAZIONALE" nelle aree non ancora digitalizzate ed è quindi visibile in tutta Italia. Dopo lo switch off questa seconda versione del mux TIMB 2 verrà disattivata ed HSE24 resterà definitivamente nel mux TIMB 1.
Da febbraio a maggio 2011 il canale ha alternato la ritrasmissione del canale World Fashion Channel ad alcune televendite. Dal 1º giugno 2011 sono iniziate le regolari trasmissioni del canale.
Di giorno trasmette televendite HSE24 e, nella fascia notturna, contenuti informativi e propagandistici dedicati all'Unione Europea. Questo in virtù di una collaborazione di HSE24 con la Commissione Europea ed il Parlamento Europeo, sia nelle rappresentanze in Italia, e più specificatamente di Roma, sia presso gli uffici di Bruxelles. Le produzioni inserite sono contraddistinte dal marchio SETTE 24 EUROPA e prevedono talk show da Bruxelles e Strasburgo, video reportage, schede sui principali temi europei, interviste, resoconti di eventi ed iniziative assunte dal Parlamento Europeo in Italia, come lo State of the Union o i Seminari per i giornalisti.
SETTE 24 è il telegiornale nazionale dedicato alla tutela dei consumatori e sui consumi in ogni aspetto, il cui Direttore Responsabile è Andrea M. Michelozzi, già Direttore del Tg Nazionale di Home Shopping Europe.
Gradualmente HSE24 è passata dalla programmazione registrata agli show in diretta, grazie anche al trasferimento degli studi. Ora si trovano a Fiumicino, mentre prima si trovavano a Monaco di Baviera ed erano condivisi con l'emittente tedesca del canale. HSE24 trasmette 12 ore di diretta (dalle 9:00 alle 12:00; dalle 13:00 alle 19:00; dalle 21:00 a mezzanotte) tutti i giorni, escluso per il Natale. Quando gli show non sono live, vengono riproposte alcune repliche delle trasmissioni già andate in onda.
L'11 ottobre 2016, iniziano le trasmissioni di HSE24 HD con la versione in alta definizione sul canale 137 di Tivùsat, mentre su Sky Italia al canale 870, il canale HD sostituisce quello in versione SD.
Dal 2 febbraio 2017, il nuovo AD di HSE24 Italia è Paolo Iacono, che sostituisce Nicola Gasperini, avviato verso nuove esperienze televisive. Iacono arriva da altre esperienze importanti in società di rilievo come Atari, Hasbro e Giochi Preziosi.

### Gestione Gruppo Sciscione
Il 5 luglio 2019 la società HSE24 Italia, e di conseguenza l'emittente, viene acquistata dall'editore GM Comunicazione S.r.l., Marco Sciscione ne diventa il nuovo amministratore delegato ed il marchio HSE24 continua ad essere utilizzato dietro licenza del gruppo tedesco HSE. Dopo il cambio di gestione, dal 12 luglio diverse televendite di HSE24 vanno in onda anche sulle emittenti Canale 65 (dalle 8:00 alle 0:00) e Sportitalia (rispettivamente di proprietà di Gold TV e in onda su LCN affittata dal gruppo romano): in particolare Canale 65 è da ora promosso ufficialmente da HSE24 come sua seconda rete di shopping. Il 1º settembre 2019 nasce anche un terzo canale di telepromozioni, HSE24 Donna, sull'LCN 137 del digitale terrestre.
Il 1º ottobre 2019 Canale 65 smette di mandare in onda le televendite di HSE24; al suo posto nasce la nuova emittente secondaria HSE24 Beauty sull'LCN 237.
Il 31 ottobre HSE24 Donna cambia codec video, passando da MPEG-2 ad H.264.
Dal 3 febbraio 2020 la versione HD finisce le sue trasmissioni sul satellite, venendo così sostituita da quella SD. 
L'11 ottobre 2020, in occasione dello Shopping Festival in onda su HSE24, al posto di HSE24 Donna e HSE24 Beauty sono state temporaneamente presenti due versioni in timeshift del canale principale, ovvero HSE24 +1 e HSE24 +2, in onda fino al 18 ottobre successivo. HSE24 +1 e +2 ritornano poi dal 20 novembre successivo e sostituiscono definitivamente i canali secondari della società, anche se gli identificativi non vengono aggiornati. 
Il 12 febbraio 2021 HSE24 cambia nome in GM24, con un relativo rebrand del sito, del logo e delle versioni timeshift. I due marchi coesisteranno per un periodo di transizione fino al 5 luglio successivo. 
Il 1º aprile 2021, l'LCN 137 viene abbandonata da GM24 per far spazio a InLinea TV. I programmi commerciali di GM24 continuano ad andare in onda in diretta sulle LCN 37 e 537 e in replica due ore dopo sull'LCN 237.
Il 10 maggio 2021 GM24 +2 viene definitivamente chiuso e sostituito all'LCN 237 dal nuovo canale EnerJill, edito sempre da GM24 S.p.A., dedicato al benessere e all'attività fisica.
Il 28 gennaio 2022 termina le sue trasmissioni sul satellite, tuttavia è ancora presente in LCN su Sky, trasmettendo un cartello informativo.
Il 1º giugno 2022 GM24.IT cambia nome in GM24, mentre approda sulla LCN 63 una copia identificata GM24.IT, sostituendo GO-TV.
Dal 1º luglio 2022 a mezzanotte, il canale è visibile solo sul canale 63 del digitale terrestre, lasciando libera la LCN 37, occupata dapprima da un omonimo canale provvisorio dal 10 agosto successivo e dal 23 ottobre dai promo di Warner TV, facente parte del gruppo Discovery Italia, che ha iniziato le trasmissioni una settimana dopo, il 30.

### L’acquisto da parte di IGI Investimenti Group e la chiusura
Il 2 novembre 2022 GM24 viene ceduta a IGI Investimenti Group, guidato da Giuseppe Incarnato, che ne ha assunto la maggioranza societaria.
Dal 21 aprile 2023 i dipendenti hanno indetto lo stato di agitazione a causa della mancanza del pagamento del 50% degli stipendi del mese di marzo 2023. In conseguenza a ciò, la programmazione del canale è costituita da vari spot in loop in onda a rotazione ogni 6 minuti, a partire dalla mezzanotte del 18 maggio seguente.
Il 19 maggio 2023, l’azienda comunica ufficialmente il fallimento e il termine delle attività. Di conseguenza, le trasmissioni televisive continuano senza logo di rete per poi cessare definitivamente il 16 giugno successivo in favore di Canale 63, altra rete di televendite.

## Palinsesto

### Programmi trasmessi su GM24
- BELLEZZA e FITNESS: "La bellezza è..."; "Fitness24"; "Forma e benessere"; "In forma per l'estate" (nel periodo estivo); "In forma dopo le vacanze" (nel periodo post-vacanze)
- CUCINA: "Per la tua cucina"; "Cucina sana e leggera con gusto"
- ABBIGLIAMENTO e GIOIELLI: "Moda e accessori"; "Modella il tuo corpo"; "Le firme della moda"; "Momenti preziosi"
- CASA: "Casa 24"; "Pulizie facili"; "Ago, filo & vapore"; "Vivi la tua casa"; "Illumina la tua casa"; "Fai da te"; "Per il tuo giardino"; "Tutto tecno"; "Crea e decora"; "Pittura facile"
- PROGRAMMI GENERALI: "Scelto per voi"; "Prodotti da non perdere"; "Il meglio della settimana"; "Speciale Natale" (nel periodo natalizio)
- ANNIVERSARIO: "Primo anniversario con..."; "Secondo anniversario con..."; "Terzo anniversario con..."; "Quarto anniversario con..."; "Quinto anniversario con..."
- EVENTI SPECIALI: "TV Shopping festival"; "Gala delle Odg"; "Gran gala delle offerte Solo una Volta"
- SETTE 24 EUROPA: Speciale programmazione con contenuti dal Parlamento Europeo a cura di Andrea M. Michelozzi

### Programmi trasmessi su Home Shopping Europe
Home Shopping Europe era composta da 10 programmi principali:
- Casa così
- Tecnomultimedia
- Bellezza e salute
- Cucina e segreti
- Fantasia di bambole
- Fai da te
- Sport e fitness
- Gioielli
- Moda e modi
- Collezionismo
- Benessere con Jill
- In cucina con Silvia

I programmi speciali erano:
- Atmosfere di Natale (andato in onda nei primi due anni di vita del canale durante il periodo natalizio con i prodotti del periodo in questione: alberi di natale, miniluci, ecc.)
- Fuori tutto
- Audio video mania
- Vinca il migliore (una gara in diretta con tre esperti che gareggiavano nel dimostrare le qualità dei loro prodotti).

Home Shopping Europe produceva anche spazi informativi dedicati ai consumi e ai consumatori, in collaborazione con le associazioni facenti parte del CNCU del Ministero dello Sviluppo Economico. Gli appuntamenti avevano una durata di cinque minuti ed erano condotti da Monica Giandotti, Johann Rossi Mason e Federica Rinaudo. Il direttore Responsabile della testata giornalistica era Andrea M. Michelozzi, già alla guida del TG "Primo Piano" di Retemia.

## Conduttori ed esperti

### I conduttori di GM24
- Carmen Golia
- Marzia Fontana
- Valentina Andreatini
- Valeria Cristodaro
- Francesca De Rose
- Loredana Di Cicco
- Antonella Fabbrani
- Ilaria Giorgino
- Diego D'Elia
- Annalisa Mandolini
- Luca Setaccioli
- Barbara Venditti
- Cristina Orsi

### I principali esperti di GM24
- Francesca Mura - moda
- Fiorenza Quadraro - moda
- Franco Ciambella - moda
- Maria Cristina Fioretti - moda
- Marzia Lucarini - moda
- Titti Nuzzolese - moda
- Cristina De Cataldo - moda
- Alessandro Straziota - gioielli
- Jessica Tonioli - gioielli
- Francesca Cibei - casa
- Leana Palmieri - casa
- Cristina Cetoloni - casa
- Manuela Morabito - casa
- Francesca Festagallo - casa
- Maria Trianni - casa
- Maria Rita Berruti - cucina
- Barbara Borasio - cucina
- Antonello Riva - cucina
- Pierpaolo Benigni - cucina
- Federico Grilli - cucina
- Danilo Celli - tecnologia
- Riccardo Cresci - tecnologia
- Elio Fattori - fai da te
- Andrea Spina - hobby & fai da te
- Antonio Veneziano - hobby & fai da te
- Roberta Garzia
- Diego Migeni - benessere
- Franco Giusti - benessere
- Alessandra Pelonara - benessere
- Carmen Avallone - bellezza
- Roberto Carminati - bellezza
- Raffaella Salemi - fitness
- Jill Cooper - fitness

### I conduttori di Home Shopping Europe
- Nino Graziano Luca
- Loredana Di Cicco
- Veronica Cannizzaro
- Ninfa Raffaglio
- Enzo Mauri
- Jill Cooper
- Antonio Covatta
- Andrea Spina
- Roberta Garzia
- Stefania Bogo
- Manuela Morabito
- Raffaello Benedetti
- Andrea M. Michelozzi - Direttore e Conduttore
- Claudia Cavalcanti
- Max Petrassi
- Johann Rossi Mason - co-conduttrice del TG EuroNotizie
- Carmen Golia

## Loghi

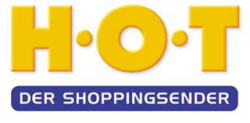
1º dicembre 2000 - 13 maggio 2001
14 maggio 2001 - 12 maggio 2004
1º febbraio 2011 - 11 febbraio 2021
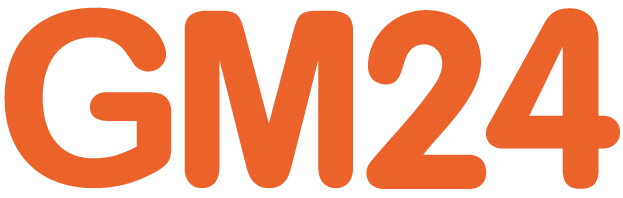
12 febbraio 2021 - 16 giugno 2023